# Григорий Кумановско-Осоговски
Григорий (на македонска литературна норма: Григориј) е духовник на Македонската православна църква, кумановско-осоговски митрополит от 2020 година.

## Биография
Роден е на 16 януари 1978 година година със светското име Борче Любомир Настески (Борче Љубомир Настески) в Прилеп, тогава в Социалистическа федеративна република Югославия, днес в Северна Македония, в семейството на Любомир и Ристана Настески. Завършва основно и средно образование в родния си град с отличен успех в 1996 година и се записва в Техническия факултет на Битолския университет, където завършва индустриален мениджмънт през ноември 2001 година. Веднага след дипломирането си се записва в Икономическия институт на Скопския университет, от който получава магистърска степен през декември 2003 година. След това записва докторантура в към катедрата по стратегическо управление на Института за социологически и политико-правни изследвания към Скопския университет и в 2005 година получава докторска степен. В 2004 година записва доктурантура в Богословския факултет на Софийския университет и на 12 септември 2012 година защитава доктората „Христологически и сотириологически аспекти на евхаристийната реинтеграция на личността“.
През декември 2003 година става послушник и през май 2004 година е ръкоположен в иподяконски чин. През 2005 година, когато Църквата чества паметта на Свети Григорий Палама, е замонашен в чин малка схима от митрополит Наум Струмишки във Водочкия манастир. Същата година митрополит Наум го ръкополага и в йеродяконски чин. На 10 февруари 2006 година, преподобни Ефрем Сирин и преподобни Исаак Сирин, е ръкоположен за йеромонах. Част е от братството на общежителния Новоселски манастир.
През август 2007 година, заедно с йеромонах Йосиф, е приет канонически от архиепископ Стефан, като клирици в Скопската епархия и скоро след това и двамата са назначени в Калищкия манастир.
Йеромонах Григорий през януари 2015 година минава в клира на Кумановско-Осоговската епархия. Веднага след пристигането си в епархията митрополит Йосиф го назначава за свой архиерейски наместник. На 7 август 2015 година, когато се чества Успение на Света Анна, в Осоговския манастир митрополит Йосиф го произвежда в сан игумен.
На празника на митрополитския катедрален храм Свети Никола на 19 декември 2016 година в Куманово митрополит Йосиф удостоява игумен Григорий с чин архимандрит.
На 21 май 2020 година Светият синод на Македонската православна църква – Охридска архиепископия го избира за сарандопорски епископ и го назначава за епархийски архиерей на Кумановско-Осоговска епархия. В същия ден е избран за кумановско-осоговски митрополит, като е решено изборът му да бъде активиран след ръкополагането му за сарандопорски епископ.
Ръкоположен е в епископски сан на 26 юли 2020 година в храма „Свети Никола“ в Куманово. Същия ден е въдворен като кумановско-осоговски митрополит.